# Мелиор (кардинал)
Мелиор (Melior, также известный как Meilleur, Meliore, Migliore) — католический церковный деятель XII века. Камерленго с 1184 по 1194 года. На консистории 6 марта 1185 года был провозглашен кардиналом-священником с титулом церкви Санти-Джованни-э-Паоло. Участвовал в выборах папы 1185 (Урбан III), 1187 (Григорий VIII), 1187 (Климент III) и 1191 (Целестин III) годов.